# Anacrunoecia timbaka
Anacrunoecia timbaka är en nattsländeart som beskrevs av Martin E. Mosely 1949. Anacrunoecia timbaka ingår i släktet Anacrunoecia och familjen kantrörsnattsländor. Inga underarter finns listade i Catalogue of Life.